# Ingmar Lazar
Ingmar Lazar (* 22. Juni 1993 in Saint-Cloud, Frankreich) ist ein französischer Pianist.

## Leben
Lazar erhielt seinen ersten Klavierunterricht im Alter von fünf Jahren. Bald wurde seine außergewöhnliche Begabung erkannt. Mit sechs trat er zum ersten Mal auf dem Konzertpodium des berühmten Salle Gaveau in Paris auf. 
Lazar studierte Klavier bei Valery Sigalevitch in Paris. Er war Schüler von Wladimir Krainew und Bernd Goetzke an der Hochschule für Musik, Theater und Medien Hannover und setzte seine Ausbildung am Comer See und an der Università della Svizzera italiana in Lugano fort.
Ingmar Lazar hat Konzerte im In- und Ausland gegeben.

## Repertoire / Diskografie (Auswahl)
* Les portes du ciel – Musique juive du XXème siècle pour violon – volume 1
* Koletchko – Le petit anneau de fiançailles – Musique juive du XXème siècle pour violon – volume 2
*Jean Françaix – Divertimento
*La Mer